# Erwin Koeman
Erwin Koeman (Zaandam, 1961. szeptember 20. –) holland labdarúgóedző és korábbi labdarúgó, a magyar labdarúgó-válogatott volt szövetségi kapitánya. Az öccse Ronald Koeman, édesapjuk Martin Koeman.

## Pályafutása

### Játékosként
Koeman a holland labdarúgó-válogatott középpályása volt, amely megnyerte az 1988-as labdarúgó-Európa-bajnokságot és részt vett az 1990-es labdarúgó-világbajnokságon. 1983 és 1994 között 31 alkalommal volt válogatott, 2 gólt szerzett.
1989-ben a belga bajnok volt a KV Mechelennel, majd 1991-ben és 1992-ben holland bajnoki címet ünnepelt a PSV Eindhovennel.
Játékos pályafutását 1998-ban az FC Groningenben fejezte be.

### Edzőként
1998-ban a PSV Eindhoven ifjúsági edzője lett. 2001 októberében Eric Gerets mellé került, ahol segédedző volt, a 2004/05-ös szezontól az RKC Waalwijk vezetőedzője lett. Az RKC-nál egy idényt töltött el, majd a Feyenoordhoz ment. 2006 márciusában meghosszabbította a szerződését 2009 nyaráig.
2007. május 3-án Koeman bejelentette az azonnali lemondását motivációs problémák miatt egy nehéz szezont követően. A Feyenoord a 7. helyen végzett a holland Eredivisieben.
2008. május 1-jétől kezdődően Koeman a magyar labdarúgó-válogatott szövetségi kapitánya lett. Az új kapitány debütáló meccsén a magyarok 3-2-re legyőzték az Európa-bajnok görögöket. Irányítása alatt a csapat nem jutott ki a 2010-es labdarúgó-világbajnokságra. Ezt követően, a németektől, illetve a hollandoktól (barátságos mérkőzéseken) elszenvedett nagy arányú vereségek után (0–3, illetve 1–6) felmerült leváltásának lehetősége. Koeman a következőket nyilatkozta:
Aláírom, a három- és ötgólos különbség bántó, de arra azért felhívnám a figyelmet, hogy Joachim Löw csapata Angliát négy egyre, Argentínát pedig négy nullára verte meg, miközben az oranje hat győzelemmel a háta mögött várja a döntőt. Amszterdamban ötvenöt percig jól futballoztunk, aztán beállt Arjen Robben, és egy csapásra minden megváltozott. A hollandok szárnyalni kezdtek, mi meg összezuhantunk.
Eredménytelensége és sikertelensége mellett sokan bírálták Gera Zoltán mellőzése miatt is, akit nem tartott elég jónak a csapatban való szerepléshez. Annak ellenére, hogy Gerának döntő szerepe volt abban, hogy a Fulham bejutott a 2009–2010-es Európa-liga döntőjébe, csapatánál pedig megválasztották az év játékosának. Koeman véleményével sem a szaksajtó (Szöllősi György, a Four Four Two Magazin magyar kiadásának főszerkesztője), sem a szakemberek nem értettek egyet. Szalai László a Magyar Futball Akadémia igazgatója, Nyilasi Tibor és Puhl Sándor egyaránt méltatta Gera tehetségét és érdemeit.
A Magyar Labdarúgó-szövetség 2010. július 22-én szerződést bontott a holland szakemberrel. A hivatalos bejelentésre július 23-án került sor. 2011 nyarán átvette a holland élvonalbeli FC Utrecht vezetőedzői pozícióját, melyről 2011 októberében lemondott.
2014. június 16-án az angol élvonalbeli Southampton csapatánál lett másodedző, ahol testvére, Ronald munkáját segítette.
2016. június 17-én testvérével tartott az Evertonhoz, itt újabb másfél évig dolgoztak együtt.
2018 augusztusában Phillip Cocu segítője lett a török Fenerbahçe SK csapatánál. Cocu távozását követően kilenc mérkőzésen megbízott edzőként irányította a török csapatot. 2019 februárjában honfitársát, Pim Verbeeket váltva lett az ománi válogatott szövetségi kapitánya. A címvédő ománi csapat nem jutott tovább csoportjából a 2019-es Öböl-kupán, ezért decemberben menesztették posztjáról.
2021 júniusában az izraeli Bétár Jerusálajim vezetőedzője lett. 6 hónappal később azonban a gyenge eredmények miatt innen is elküldték.
Jelenleg a holland labdarúgó-válogatottnál öccse, Ronald Koeman munkáját segíti, mint pályaedző.

## Sikerei, díjai
- Európa-bajnok (1988)
- Belga bajnok (1985)
- Belga kupagyőztes (1987)
- KEK-győztes (1988)
- UEFA-szuperkupa-győztes (1988)
- Holland bajnok (1991, 1992)

## Családja
A fia, Len Koeman szintén labdarúgó, a holland Helmond Sport csapatát erősíti.

## Edzői statisztika
Legutóbb frissítve: 2021. december 1-jén lett.
| Csapat            | Nemzet   | –tól              | –ig                | Mérleg     | Mérleg | Mérleg | Mérleg | Mérleg |
| M                 | GY       | D                 | V                  | Győzelem % |        |        |        |        |
| ----------------- | -------- | ----------------- | ------------------ | ---------- | ------ | ------ | ------ | ------ |
| Waalwijk          | holland  | 2004 július       | 2005 június        | 38         | 15     | 10     | 13     | 39.47  |
| Feyenoord         | holland  | 2005 június       | 2007 május         | 81         | 38     | 21     | 22     | 49.26  |
| Magyarország      | magyar   | 2008. április 24. | 2010. július 23.   | 20         | 7      | 4      | 9      | 35     |
| Utrecht           | holland  | 2011 július       | 2011 október       | 10         | 3      | 4      | 3      | 30     |
| Eindhoven         | holland  | 2012 március      | 2012 június        | 9          | 3      | 2      | 4      | 33.33  |
| Waalwijk          | holland  | 2012 július       | 2014 június        | 75         | 18     | 23     | 34     | 24     |
| Fenerbahçe        | török    | 2018 november     | 2018 december      | 9          | 3      | 3      | 3      | 33.33  |
| Omán              | omán     | 2019 február      | 2019 december      | 12         | 8      | 2      | 2      | 66.67  |
| Bétár Jerusálajim | izrael   | 2021 június 02.   | 2021. december 01. | 7          | 1      | 2      | 4      | 14.29  |
| összesen          | összesen | összesen          | összesen           | 261        | 96     | 71     | 94     | 36.78  |

### Mérkőzései magyar szövetségi kapitányként
| Magyarország | Magyarország         | Magyarország                    | Magyarország   | Magyarország | Magyarország | Magyarország | Magyarország | Magyarország |
| #            | Dátum                | Helyszín                        | Hazai          | Eredmény     | Vendég       | Kiírás       | Gólok        | Esemény      |
| ------------ | -------------------- | ------------------------------- | -------------- | ------------ | ------------ | ------------ | ------------ | ------------ |
| 1.           | 2008. május 24.      | Budapest, Puskás Ferenc Stadion | Magyarország   | 3 – 2        | Görögország  | barátságos   | -            |              |
| 2.           | 2008. május 31.      | Budapest, Szusza Ferenc Stadion | Magyarország   | 1 – 1        | Horvátország | barátságos   | -            |              |
| 3.           | 2008. augusztus 20.  | Budapest, Puskás Ferenc Stadion | Magyarország   | 3 – 3        | Montenegró   | barátságos   | -            |              |
| 4.           | 2008. szeptember 6.  | Budapest, Puskás Ferenc Stadion | Magyarország   | 0 – 0        | Dánia        | vb-selejtező | -            |              |
| 5.           | 2008. szeptember 10. | Stockholm, Råsunda Stadion      | Svédország     | 2 – 1        | Magyarország | vb-selejtező | -            |              |
| 6.           | 2008. október 11.    | Budapest, Puskás Ferenc Stadion | Magyarország   | 2 – 0        | Albánia      | vb-selejtező | -            |              |
| 7.           | 2008. október 15.    | Ta’ Qali, Nemzeti Stadion       | Málta          | 0 – 1        | Magyarország | vb-selejtező | -            |              |
| 8.           | 2008. november 19.   | Belfast, Windsor Park           | Észak-Írország | 0 – 2        | Magyarország | barátságos   | -            |              |
| 9.           | 2009. február 11.    | Ramat Gan, Ramat Gan Stadion    | Izrael         | 1 – 0        | Magyarország | barátságos   | -            |              |
| 10.          | 2009. március 28.    | Tirana, Qemal Stafa Stadion     | Albánia        | 0 – 1        | Magyarország | vb-selejtező | -            |              |
| 11.          | 2009. április 1.     | Budapest, Puskás Ferenc Stadion | Magyarország   | 3 – 0        | Málta        | vb-selejtező | -            |              |
| 12.          | 2009. augusztus 12.  | Budapest, Puskás Ferenc Stadion | Magyarország   | 0 – 1        | Románia      | barátságos   | -            |              |
| 13.          | 2009. szeptember 5.  | Budapest, Puskás Ferenc Stadion | Magyarország   | 1 – 2        | Svédország   | vb-selejtező | -            |              |
| 14.          | 2009. szeptember 9.  | Budapest, Puskás Ferenc Stadion | Magyarország   | 0 – 1        | Portugália   | vb-selejtező | -            |              |
| 15.          | 2009. október 10.    | Lisszabon, Estádio da Luz       | Portugália     | 3 – 0        | Magyarország | vb-selejtező | -            |              |
| 16.          | 2009. október 14.    | Koppenhága, Parken Stadion      | Dánia          | 0 – 1        | Magyarország | vb-selejtező | -            |              |
| 17.          | 2009. november 14.   | Gent, Jules Ottenstadion        | Belgium        | 3 – 0        | Magyarország | barátságos   | -            |              |
| 18.          | 2010. március 3.     | Győr, ETO Park                  | Magyarország   | 1 – 1        | Oroszország  | barátságos   | -            |              |
| 19.          | 2010. május 29.      | Budapest, Puskás Ferenc Stadion | Magyarország   | 0 – 3        | Németország  | barátságos   | -            |              |
| 20.          | 2010. június 5.      | Amszterdam, Amsterdam ArenA     | Hollandia      | 6 – 1        | Magyarország | barátságos   | -            |              |
|              | Összesen             |                                 |                | -            | mérkőzés     |              | -            | gól          |